# Dana Plato
Pour les articles homonymes, voir Plato.
 (septembre 2011).
Si vous disposez d'ouvrages ou d'articles de référence ou si vous connaissez des sites web de qualité traitant du thème abordé ici, merci de compléter l'article en donnant les références utiles à sa vérifiabilité et en les liant à la section « Notes et références ».
Dana Plato (de son véritable nom Dana Michelle Strain) est une actrice et playmate américaine, née le 7 novembre 1964, à Maywood (Californie), et morte le 8 mai 1999 à Moore (Oklahoma), d'une surdose médicamenteuse à l'âge de 34 ans.

## Biographie
Dana Plato, de son véritable nom Dana Michelle Strain, naît le 7 novembre 1964. Sa mère Linda Strain étant une jeune adolescente, elle confie sa fille à une famille d'adoption en juin 1965.
Elle fut adoptée par Dean Plato alors qu'elle n'a que sept mois. La jeune enfant fut élevée dans la vallée de San Fernando, par des parents aimants. 
Alors qu'elle est âgée de trois ans, les parents adoptifs de Dana divorcent. Sa garde fut confiée à sa mère adoptive.
Elle débute les castings dès son plus jeune âge. C'est ainsi qu'elle apparaît dans plus de 100 publicités à seulement sept ans, dont des spots pour des firmes multinationales comme Kentucky Fried Chicken. Elle avouera avoir auditionné pour des films tels que L'Exorciste mais sa mère s'y était opposée, craignant que sa fille ne soit catégorisée par ces rôles. Plus tard, le réalisateur déclarera n'avoir eu aucun souvenir d'avoir auditionné l'actrice.
Elle tourne dans son premier film The Legend of the Boggy Creek en 1972. Ce film ne lui permettra pas d'acquérir la notoriété à laquelle la jeune actrice souhaite accéder, mais lui ouvre les portes de la reconnaissance télévisuelle. Par la suite, elle est créditée au générique de L'Exorciste 2 : L'Hérétique et California Hôtel.
Durant l'année 1978, Dana Plato se consacre à sa passion de patinage artistique et s’entraîne avec l'équipe olympique. Elle acquiert un niveau non négligeable avant de décrocher le rôle de Kimberly Drummond (Virginia en français) qui marquera sa vie, dans la sitcom Arnold et Willy.

## Exposition médiatique et succès télévisuel
En pleine Amérique de Ronald Reagan, les séries télévisées vantant les mérites de l'américanisme deviennent populaires, à l'instar de séries comme Dallas, qui se veulent représentantes de la réussite américaine, contribuant à son storytelling. 

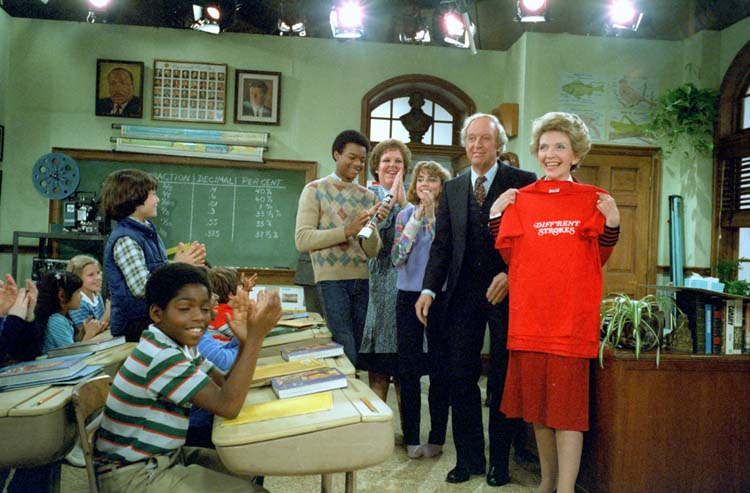
Série télévisée Arnold et Willy.

Dana Plato auditionne pour le rôle de Virginia Drummond (Kimberly Drummond dans la version originale) dans la série américaine Arnold et Willy (Diff'rent Strokes). La série, dont le format se compose de 182 épisodes de 25 minutes, est commandée par la France pour une première diffusion le 3 octobre 1982 sur TF1. Le succès fut au rendez-vous avec sept années de diffusion comprenant 8 saisons.
D'un point de vue narratif, Arnold et Willy souhaite toucher son public en mettant en lumière des faits de société comme le racisme ou la boulimie. Plusieurs invités concernés tels que Mohamed Ali, Mister T. ou Janet Jackson feront quelques apparitions dans la série, contribuant à diffuser les messages d'acceptation prônées par les valeurs de la série.

### Addictions et départ de la série Arnold et Willy
Dans ses mémoires, l'acteur Todd Bridges, co-star de la série télévisée Arnold et Willy, révélera avoir eu des relations intimes avec l'actrice et été initié à la drogue par cette dernière durant le tournage,. Cependant, Bridges affirmera assumer ses responsabilités quant à sa déchéance dans sa toxicomanie. En effet, des rumeurs circulant dans les coulisses du plateau de la série Arnold et Willy écornent l'image de Dana Plato. Selon celles-ci, l'actrice se droguerait régulièrement en consommant de la cocaïne et fumerait du cannabis. Elle admettra avoir fait une overdose de diazépam à l'âge de 14 ans avant d'être secourue in-extremis. 
En 1983, l'actrice fréquente le musicien Lanny Lambert, ils emménagent ensemble.
En 1984, elle tombe enceinte de son petit ami après quelques mois de relation. Les producteurs qui craignaient déjà que les addictions de la jeune femme ne nuisent au succès de la série considèrent alors cet événement comme le scandale de trop estimant que la maternité de l'actrice ne serait pas justifiable avec une réécriture du personnage de Virginia Drummond. Ils décident alors de supprimer le rôle de la jeune femme pour la saison suivante. Cependant, elle fera quelques apparitions par la suite.

## Déclin et chemin de croix
Dana Plato se marie le 24 avril 1984. Il existe très peu d'éléments concernant la cérémonie.
Le couple accueille son premier enfant le 2 juillet 1984.
Après son départ de la série, Dana divorce de Lanny en janvier 1988 mais son ex-époux obtient la garde de l'enfant. La même semaine, elle perd sa mère d'une sclérodermie.
L'actrice tente de rebondir en auditionnant pour des rôles au cinéma, elle a recours à l'augmentation mammaire grâce à une opération de chirurgie plastique en 1989.
La même année, elle pose nue pour le magazine Playboy. Ces choix professionnels lui ferment les accès aux premiers rôles ou plus largement des productions à gros budgets, la cantonnant à des rôles de figurante. Ces événements contribueront à faire sombrer Dana dans la dépression et l'alcoolodépendance.
Elle tourne dans des films de série B tels que Bikini Beach race et Lethal Cowboy. Plato se constitue ainsi des économies grâce aux cachets de ses apparitions mais signera une procuration à son gestionnaire financier qui profitera de sa vulnérabilité pour lui dérober la totalité de ses économies soit environ 150 000 $, la laissant sans le moindre sou. La police découvrit que le comptable avait réussi à dérober près de 11 millions de dollars auprès d'autres clients. L'homme ne fut jamais retrouvé par les autorités. 
En 1990, Dana Plato perd définitivement la garde de son fils mais obtient des droits de visite. 
Le 14 mars 1991, elle entre dans un vidéo-club à Las Vegas en braquant le caissier d'une arme et repart avec l'équivalent de 164 $. Le caissier déclare en appelant les secours : « Je viens de me faire braquer par la fille qui a joué Kimberly d'Arnold et Willy ». Dana est arrêtée 15 minutes après être revenue sur les lieux. Il s'avère que l'arme utilisée était factice. 
Elle fera cinq jours de détention jusqu'à ce que le chanteur Wayne Newton paye sa caution. Elle est condamnée à cinq ans de mise à l'épreuve. Sa condamnation prévoit qu'elle suive un programme de désintoxication alcoolique. 
Elle devient dépendante des médicaments et falsifie des ordonnances pour se faire délivrer du Valium et d'autres stupéfiants. Arrêtée de nouveau le 14 mars 1992 puis inculpée, elle plaidera coupable. Durant sa comparution, elle déclarera au juge : « J'ai de réels problèmes, je suis malade et j'ai vraiment besoin d'aide ». Elle est condamnée à cinq ans de mise à l'épreuve et doit suivre un programme de désintoxication.
En 1992, elle demande un report de sa mise à l'épreuve pour pouvoir reprendre sa carrière et quitter l'État du Nevada.
En 1993, elle est la première célébrité à apparaître dans un jeu vidéo, Night Trap, dans des scènes filmées en 1987. Le jeu, distribué sur la plateforme Mega CD, ne bénéficie pas d'un grand succès commercial et critique, mais est inédit grâce à un système basé sur le live action game. Un sénateur américain monte au créneau et dénonce ce jeu pour sa violence et son érotisme tout en le qualifiant de « dégoûtant ».
Elle tourne ensuite quelques films érotiques et porno soft dont une scène érotico-lesbienne dans le film intitulé Different Strokes (en), nom presque identique tiré de la série qui l'a fait connaître aux yeux du public (Diff'rent Strokes est Arnold et Willy en français),,.
En 1998, elle pose pour le magazine Girlfriends dans lequel elle se présente comme une lesbienne avant de se rétracter. Dana fait l'acquisition d'un camping-car, type Winnebago, dans lequel elle vit avec son manager et nouveau fiancé Robert Menchaca.

### L'entretien radio controversé du Howard Stern Show
Le 7 mai 1999, Dana Plato, qui est attendue à l'occasion de la WWF House Show qui doit se tenir les 21 et 22 mai 1999, accorde un entretien radio à Howard Stern au cours duquel elle décrit sa nouvelle vie, mais s'épanche aussi sur ses difficultés financières, ses projets d'avenir et sur sa vie sentimentale, notamment ses récentes fiançailles avec son impresario de 28 ans Robert Menchaca. L'actrice déclarera également entretenir de bons rapports avec ses anciens collègues de la série qui l'a révélée. 
Au commencement, Plato qui semble enthousiaste, riant et répondant aux questions de l'animateur, fait part de sa satisfaction d'être invitée, cependant l'interview prendra une tournure qui déstabilisera émotionnellement l'actrice. 
Durant l'entretien, l'animateur se montrera très irrévérencieux à l'égard de Plato, abordant ses déboires dans les tabloïds et son exil des plateaux de cinéma, lui affirmant même qu'il doutait de sa sobriété tandis que des appelants moqueront l'actrice dont certains iront jusqu'à l'accuser d'être toujours sous l'influence de drogues en se basant sur le timbre de sa voix, contribuant à bouleverser l'actrice et la poussant à demander à être soumise à un dépistage toxicologique en direct. Plato admet avoir été alcoolique et dépendante aux drogues par le passé, mais déclare être sobre « depuis 10 ans ». Dana affirme également ne plus avoir recours à l'usage de médicaments, mis à part des analgésiques pour des douleurs dentaires. Acculée, l'actrice se rétracta et demanda à ce qu'on lui rende l'échantillon capillaire qui lui avait été prélevé, ce à quoi l'animateur répondit : « Je savais qu'elle mentait ». 
Au cours de l'interview, Plato recevra les encouragements de deux appelants, provoquant les pleurs de l'actrice. Visiblement touchée par ces soutiens, la jeune femme évoquera sa solitude. Stern lui demandera alors si elle avait déjà songé au suicide, ce à quoi Plato répondra : « Non, j'ai un fils merveilleux, jamais je ne lui ferais ça ».  
À la conclusion d'une demi-heure d'interview, Plato, qui souhaite dire au revoir aux auditeurs, s'excuse de les avoir probablement offensés et quitte l'antenne.

### Décès

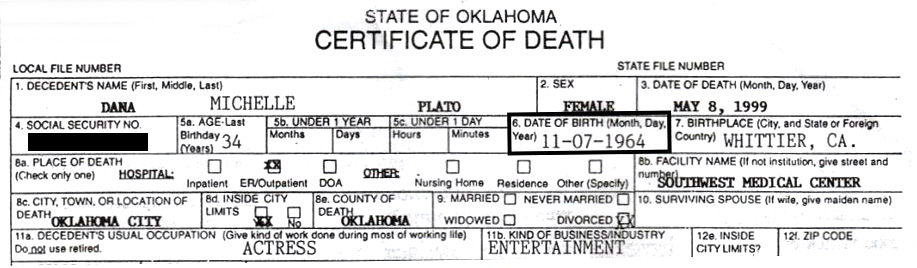
Certificat de décès de Dana Plato.

Le 8 mai 1999, Dana est retrouvée morte à l'âge de 34 ans dans sa caravane, malgré les tentatives de réanimations tentées par son compagnon qui déclarera s'être endormi à ses côtés et s'être réveillé auprès de son corps froid,. Cette tentative d'assistance vaine sera source de controverse et Tyler Lambert poursuivit en justice le manager, estimant que sa mère aurait pu être secourue à temps si les urgentistes avaient été contactés.
Les médias évoqueront la précédente interview de Plato avec l'animateur Howard Stern comme étant une cause de la détresse de l'actrice, la jeune femme ayant été émotionnellement éprouvée par le traitement reçu quelques heures avant sa mort.
Son décès a été, par la suite, considéré comme un suicide après qu'elle eut absorbé un mélange important d'anti-douleurs (Lortab) et de relaxant musculaire (Soma). Un service funéraire fut organisé, au cours duquel, son fils Tyler, alors âgé de 14 ans, prononcera un discours d'adieu, et son corps fut incinéré.

## Suicide de son fils, Tyler Lambert
Son fils, Tyler Lambert, qu'elle a eu avec le chanteur Lanny Lambert, et dont ce dernier obtint la garde après leur divorce en 1990, souffrait de dépression depuis dix années. Il se suicide d'une balle dans la tête le 6 mai 2010, soit onze ans après la disparition de sa mère. Il a alors 25 ans.

## Filmographie

### Cinéma
- 1977 : Return to Boggy Creek : Evie Jo
- 1977 : L'Exorciste 2 : L'hérétique (Exorcist II: The Heretic) : Sandra Phalor
- 1989 : Prime Suspect : Diana Masters
- 1992 : Bikini Beach Race : J.D.
- 1995 : Compelling Evidence : Dana Fields
- 1995 : Lethal Cowboy : Elizabeth
- 1997 : Tiger : Andrea Baker
- 1997 : Blade Boxer : Rita
- 1998 : Different Strokes : Jill Martin
- 1999 : Silent Scream : Emma Jones

### Télévision
- 1975 : L'Homme qui valait trois milliards (The Six Million Dollar Man) (Série TV) : Une fille
- 1975 : Beyond the Bermuda Triangle (Téléfilm) : Wendy
- 1976-1980 : Family (Série TV) : Debbie / Mary Beth Sanders
- 1978-1986 : Arnold et Willy (Diff'rent Strokes) (Série TV) : Virginia Drummond
- 1979 : Drôle de vie (The Facts of Life) (Série TV) : Virginia Drummond
- 1980 : CHiPs (Série TV) : Darla
- 1983 : High School U.S.A. (Téléfilm) : Cara Arnes
- 1984 : La croisière s'amuse (The Love Boat) (Série TV)
- 1985 : Quoi de neuf docteur ? (Growing Pains) (Série TV) : Lisa

## Jeux vidéo
- 1992 : Night Trap (Night Trap) (Jeu vidéo) : Kelly